# Dukuchhap
Dukuchhap es un pueblo ubicado en el distrito de Lalitpur, Nepal.

## Superficie
Cuenta con una superficie de 4,886 kilómetros cuadrados.

## Demografía
Hasta 2015 la población era de 2859 habitantes, con una densidad de población de 585,1 habitantes por kilómetro cuadrado. Con una población masculina y femenina de 1401 (49%) y 1458 (51%) respectivamente.
| Gráfica de evolución demográfica de Dukuchhap entre 1975 y 2015 |
|                                                                 |
| Datos según el Centro Común de Investigación.                   |